# Tannsjön (Skillingmarks socken, Värmland)
Tannsjön (på norska Tannsjøen) är en sjö i Eda kommun i Värmland och Eidskogs kommun i Norge. Den ingår i Göta älvs huvudavrinningsområde. Sjön är 30 meter djup, har en yta på 5,07 kvadratkilometer och befinner sig 168,9 meter över havet.

## Delavrinningsområde
Tannsjön ingår i det delavrinningsområde (664479-128055) som SMHI kallar för Utloppet av Tannsjön. Medelhöjden är 220 meter över havet och ytan är 33,7 kvadratkilometer. Räknas de 2 avrinningsområdena uppströms in blir den ackumulerade arean 379,54 kvadratkilometer. Byälven (Kölaälven) som avvattnar avrinningsområdet har biflödesordning 2, vilket innebär att vattnet flödar genom totalt 2 vattendrag innan det når havet efter 346 kilometer. Avrinningsområdet består mestadels av skog (76 procent). Avrinningsområdet har 6,04 kvadratkilometer vattenytor vilket ger det en sjöprocent på 17,9 procent.

## Gräns
Sjön delas av gränsen mellan Norge och Sverige. Omkring 80% av sjön ligger i Sverige och resten i Norge. På ön Tannsjöröset/Tannsjørøysa (59°52′21″N 11°54′59″Ö / 59.87250°N 11.91639°Ö) som bara är omkring 100 m2 stor (varierar med vattenståndet) finns riksröse 54. Det är en kandidat till världens minsta naturliga ö som ligger i två länder (korsas av en riksgräns).